# ناواسا (کارولینای شمالی)
ناواسا (به انگلیسی: Navassa) شهری در ایالت کارولینای شمالی کشور ایالات متحده آمریکا است که جمعیت آن در سرشماری سال ۲۰۱۰ میلادی، ۱٬۵۰۵ نفر بوده‌است.